# トマス・フィンレイソン・ヘンダーソン
トマス・フィンレイソン・ヘンダーソン（Thomas Finlayson Henderson、1844年 – 1923年12月25日）は、スコットランド出身の歴史学者、作家。『英国人名事典』に900件以上の記事を寄稿したことで知られる。

## 略歴
アーチボルド・ヘンダーソン（Archibald Henderson）の次男として、1844年にスコットランドのファイフ州ラソンズで生まれた。セント・アンドリューズ大学で教育を受けた。
最初は聖職者となるべく育てられたが、すぐに著述業に転じ、『英国人名事典』に918記事（約900ページ、2巻分）を寄稿したほか、『ブリタニカ百科事典』第9版にヘンリー・グラタンの記事を、第11版にリチャード・フッカーの記事を寄稿し、『ケンブリッジ版イギリス文学史』にも寄稿した。
歴史学者としてはスコットランド女王メアリー、詩人ロバート・バーンズの権威であり、バーンズの死去100周年記念詩集を編集した。このほか、ジェームズ6世および1世の伝記も著した。
1914年、母校セント・アンドリューズ大学からLL.D.の名誉学位を授与された。
1923年12月25日、レンフルーシャー州キルマコルムの自宅ザ・レイズ（the Wraes）で死去した。